# جواو كابرال
جواو كابرال (بالبرتغالية: João Cabral‏) هو مستكشف ومبشر برتغالي، ولد في 1599 في سيلوريكو دابيرا ‏ في البرتغال، وتوفي في 4 يوليو 1669 في غوا في الهند.